# عويمر بن الأخرم الكناني
الصحابي عويمر بن الأخرم الكناني عويمر بن الأخرم قدم على النبي في وفد بني عبد بن عدي بن الديل من قبيلة كنانة ، فيهم الحارث بن وهبان الكناني و عويمر بن الأخرم؛ فقالوا: يا محمد، نحن أهل الحرم، وساكنه، وأعز من به. وقد ذكر في: أسيد بن أبي أناس. أخرجه أبو موسى.